# 3 giorni per la verità
3 giorni per la verità (The Crossing Guard) è un film indipendente del 1995, secondo film diretto da Sean Penn, con protagonista Jack Nicholson.
Fu presentato in concorso alla 52ª Mostra internazionale d'arte cinematografica di Venezia.

## Trama
Freddy Gale ha passato gli ultimi cinque anni della sua vita covando un forte rancore nei confronti di John Booth, l'uomo che, guidando ubriaco, investì ed uccise sua figlia, una bambina di sette anni. Dopo quel tragico evento Freddy ha aspettato che l'assassino di sua figlia uscisse di prigione per potersi vendicare, mentre la sua vita e il suo matrimonio andavano a pezzi. Corroso dal senso di colpa, Booth esce di prigione, ma dovrà fare i conti con la rabbia di Gale, introdottosi in casa sua per ucciderlo, ma inaspettatamente Freddy concede all'uomo tre giorni. Tre giorni che separano i due uomini dall'incontro fatale che segnerà le loro vite.

## Accoglienza
Il film è uscito il 16 novembre 1995 e ha ricevuto recensioni generalmente positive da parte della critica. Nonostante ciò, il film è stato un fallimento commerciale, incassando solo 869.000 dollari in tutto il mondo, contro un budget di 9 milioni di dollari.

## Distribuzione
Il film è stato distribuito in svariati paesi, con vari titoli.
- Canada 10 settembre 1995 (Toronto International Film Festival) L'obsession
- Francia 15 novembre 1995 Crossing Guard
- USA 15 novembre 1995 (New York) The Crossing Guard
- USA 16 novembre 1995
- Germania 18 gennaio 1996 Crossing Guard - Es geschah auf offener Straße
- Brasile 26 gennaio 1996 Acerto Final
- Grecia 16 febbraio 1996 Τρεις Μέρες Προθεσμία
- Polonia 15 marzo 1996 Obsesja
- Turchia 29 marzo 1996 Tehlikeli bekleyis
- Italia 26 aprile 1996 3 giorni per la verità
- Svezia 10 maggio 1996 Hämnden
- Australia 20 giugno 1996
- Ungheria 11 giugno 1996 Menekülés az éjszakába
- Danimarca 12 luglio 1996 Crossing Guard
- Norvegia 12 luglio 1996
- Finlandia 26 luglio 1996 Emily on poissa
- Regno Unito 16 agosto 1996
- Germania 19 settembre 1996
- Argentina 17 ottobre 1996 Vidas cruzadas
- Giappone 9 novembre 1996
- Hong Kong 28 novembre 1996
- Portogallo 29 novembre 1996 Acerto Final
- Spagna 5 febbraio 1997 Cruzando la oscuridad
- Corea del Sud 15 novembre 1997
- Russia 25 dicembre 2001 (premiere del DVD) Постовой на перекрестке
- Serbia Cuvar prelaza
- Slovenia Usodni trenutek

## Curiosità
Nel finale del film si può leggere una dedica ad Henry Charles Bukowski Jr., amico di Sean Penn, con la scritta: "I miss you" (mi manchi).

## Riconoscimenti
Il film non ha vinto nessun premio, ma è stato candidato 4 volte:
- 1996 - Golden Globe
  - Nomination Migliore attrice non protagonista ad Anjelica Huston
- 1996 - Screen Actors Guild Awards
  - Nomination Migliore attrice non protagonista cinematografica ad Anjelica Huston
- 1996 - Independent Spirit Awards
  - Nomination Miglior attore non protagonista a David Morse
- 1995 - Mostra internazionale d'arte cinematografica di Venezia
  - Nomination a Sean Penn